# Wageningen
Wageningen é uma cidade dos Países Baixos na província de Guéldria, a 16 km da cidade de Arnhem e na fronteira com a província de Utrecht.  Wageningen conta com 34 348 habitantes em 2006, dos quais alguns milhares são estudantes.
A cidade é conhecida pela Universidade de Wageningen (Wageningen Universiteit), que, juntamente com os institutos de pesquisa a ela associados, emprega cerca de 7 400 pessoas.
Os romanos chamavam o pequeno povoado surgido em torno de um forte, na margem norte do rio Reno, que guardava a fronteira norte do Império Romano no continente europeu, de Vila Vada.
Em 5 de maio de 1945, o general alemão Blaskowitz rendeu-se ao general canadense Charles Foulkes, o que pôs fim à Segunda Guerra Mundial em solo neerlandês. Os generais negociaram a capitulação no Hotel de Wereld ("Hotel O Mundo").